# Starbucks en Israel

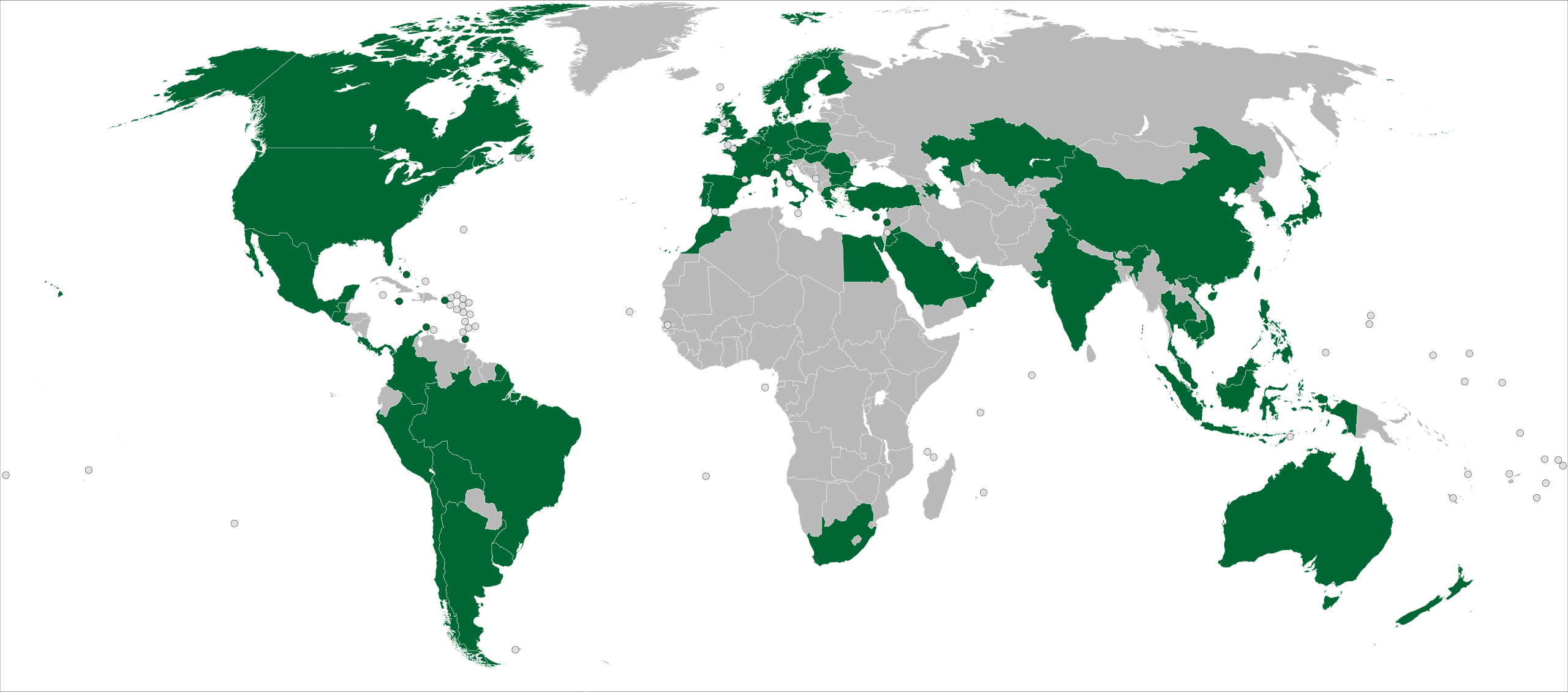
Mapa de países con cafeterías Starbucks

Starbucks Israel (Hebreo: סטארבקס) fue la multinacional con presencia en Israel, el Café abrió en 2001 pero cerró sus seis tiendas en 2003.

## Historia
La empresa llegó a Israel después de asociarse con el grupo hebreo Grupo DeLek de Israel el Grupo contenía propiedad un 85% del Café y 18% por Starbucks con ingresos compartían 50%.
El grupo Delek pagó $250.000 por los derechos de la franquicia.
El plan de expansión de Starbucks en Israel comenzó el 1 de septiembre de 2001 El cual abrió su primera tienda en Tel Aviv Rabin Square la meta de Starbucks para finalizar el año eran 20 tiendas las cuales no alcanzaron a abrir.

### Desaparición
Desapareció en 2003 después de un año de que Starbucks abriera en Israel.
Antes de cerrarse Starbucks tenía seis tiendas con 120 empleados adicional a eso tenía planeado abrir una tienda en Jerusalén la cual ya estaba en la mira, el 31 de marzo de 2003 anunciaron que cerrarían todas sus tiendas en Israel.
La desaparición de Starbucks acogió muchos rumores y dudas, muchos decían que cerraron por cuestiones políticas. El vicepresidente de Starbucks anunció que no eran cuestiones políticas sino por cuestiones de Negocios.